# (9105) Matsumura
(9105) Matsumura est un astéroïde de la ceinture principale.

## Description
(9105) Matsumura est un astéroïde de la ceinture principale. Il fut découvert le 2 janvier 1997 à Ōizumi par Takao Kobayashi. Il présente une orbite caractérisée par un demi-grand axe de 2,88 UA, une excentricité de 0,09 et une inclinaison de 2,2° par rapport à l'écliptique.

## Compléments